# Ратана
Ратана (маори Rātana) — синкретическая христианская маорийская церковь, основанная крестьянином Тахупотики Вирему Ратаной. Самое популярное из местных народных христианских течений. Последователи ратаны исторически были активны в политике, в связи с чем они остаются важной политической силой в стране.

## Вероучение и символика
Вероучение ратаны включает веру в Святую Троицу и ангелов; сам Тахупотики именуется глашатаем («рупором») ратаны (маори māngai). Священной книгой является Библия, также используется сборник молитв и гимнов «Синяя книга» (англ. the Blue Book).
Символом ратаны является звезда, стоящая на полумесяце, она носит название «фету-марама» (маори whetū mārama ), буквально «звезда-луна». Синий фрагмент звезды означает Бога-Отца, белый — Бога-Сына, красный — Святой Дух, фиолетовый — ангелов, золотой — рупор. Полумесяц символизирует просветление. Фету-марама носят на одежде последователи ратаны, его помещают на крышу храмов.

## Организация
Церковью управляет Центральный комитет (маори Kōmiti Haahi Matua), его глава обычно является прямым потомком Тахупотики Ратаны. В Новой Зеландии имеется 127 приходов и 160 церковных предстоятелей, каждую Пасху организуют встречу священного синода. Несколько тысяч последователей ратаны живут в Австралии, в связи с чем там также открыто несколько приходов.

## История

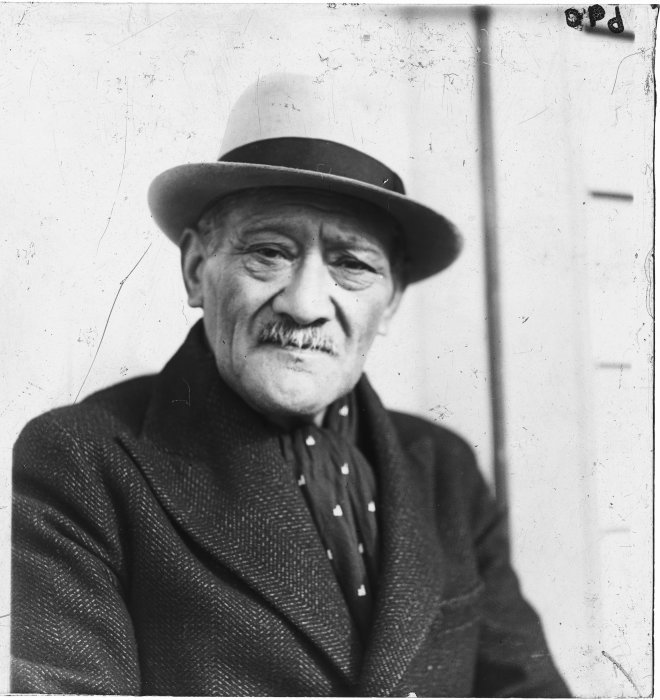
Тахупотики Вирему Ратана, 1930-е годы

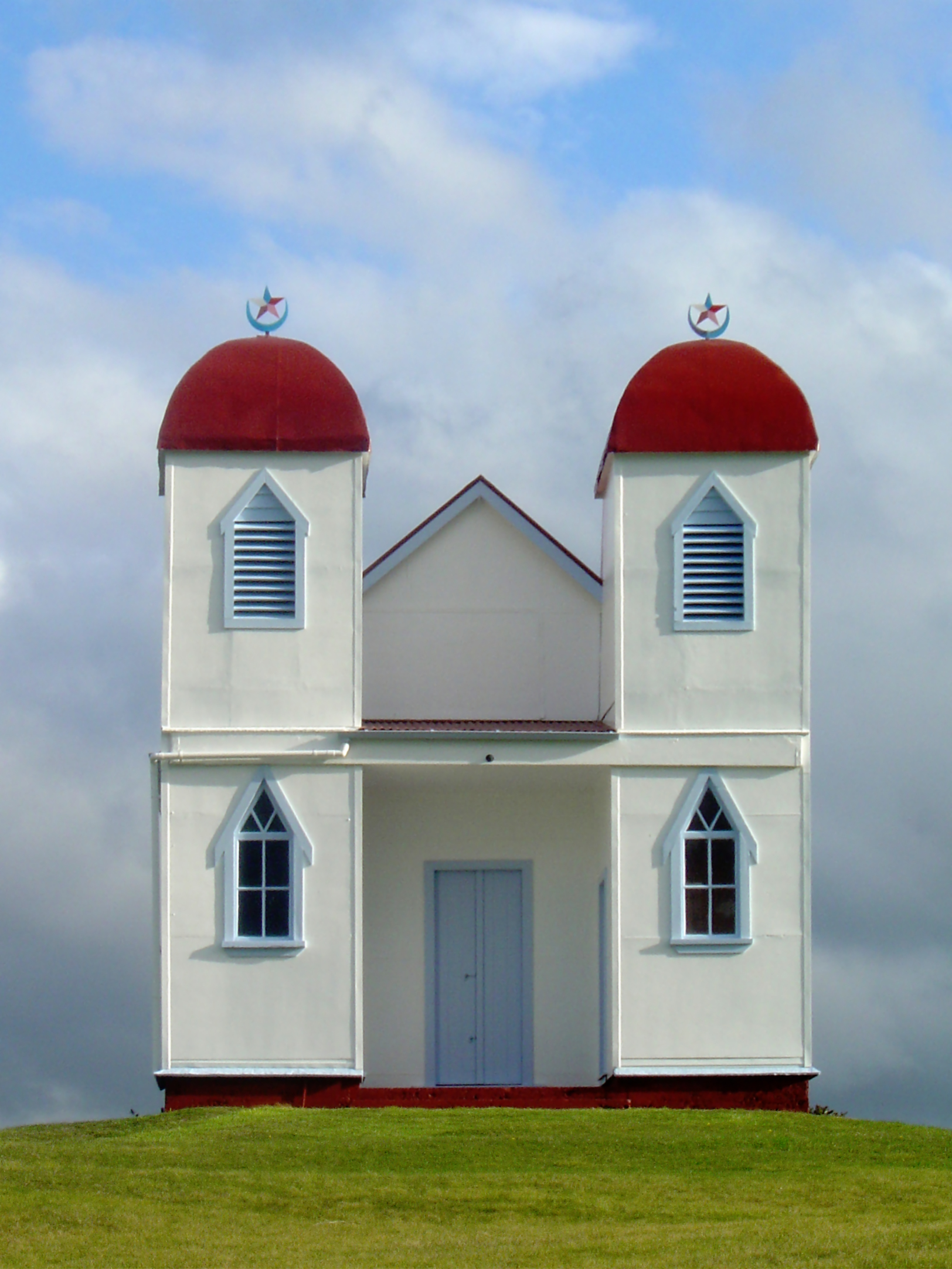
Церковь ратаны «Те Темапара Тапу о Ихоа» в Раэтихи

### Создание церкви
В воспитании Тахупотики большую роль сыграла тётя, известная предсказательница. Когда второй сын Ратаны сильно заболел из-за травмы, сам он начал поститься и проводить дни в молитве, и 8 ноября 1918 года у него якобы было несколько видений, в которых ему сообщалось о необходимости объединить маори в лоне христианской церкви и отвергнуть старых богов. В 1920 году Тахупотики основал близ своей фермы церковь, вокруг неё постепенно вырос город Ратана-па.
Хотя изначально Тахупотики призывал своих последователей посещать и другие христианские храмы, через пять лет после постройки церкви он начал пропагандировать отказ от медицины, ввёл собственную иерархию священнослужителей и разработал новые обряды. Это привело к отвержению ратаны как христианскими церквями, так и властью. «Ратана» была официально зарегистрирована как отдельная церковь 21 июля 1925 года.
На 55-й день рождения Тахупотики Ратаны 25 января 1928 года был открыт храм «Те Темапара Тапу о Ихоа» в Раэтихи. Освящал строение японский епископ Дзюдзи Накада.

### Вмешательство в политику
Ратана начала заниматься политикой ещё в 1920-е, его церковь собрала 45 000 подписей маори (треть от их общего количества) под петицией с требованием соблюдения условий договора Вайтанги для подачи королю Георгу V. Хотя это не удалось воплотить в жизнь, обсуждение договора вошло в политическую повестку. Новое религиозное движение активно пробивалось в политику: в 1932 году в парламент Новой Зеландии был выбран первый член, исповедовавший ратану — Эруэра Тирикатене (маори Eruera Tirikātene).
В 1936 году ратана установила связи с Лейбористской партией Новой Зеландии. В знак этого премьер-министру страны, лейбористу Майклу Сэвиджу были направлены подарки: три пера гуйи, торчащие из картофелины (символ отобранных у маори сельскохозяйственных земель), украшение из жада — поунаму (символ утерянной маны маори), сломанные часы (невыполненные обещания британских властей) и булавку с символом церкви. Эти подношения были захоронены с премьер-министром Сэвиджем в 1940 году.
Заключив альянс с лейбористами, оба депутата от ратаны перешли во фракцию лейбористов. В 1943—1963 годах все четыре кресла в парламенте, зарезервированные за маори, занимали последователи ратаны. Лейбористка-ратана Уэту Тирикатене-Салливан была второй из новозеландских депутатов по длительности пребывания в парламенте — с 1967 по 1996 годы.

### Место в современном мире
В 1960-х ратана вновь установила отношения с прочими христианскими церквями, количество прихожан сильно увеличилось, в церковь вступило множество европейцев.
На протяжении XXI века ратана является самой популярной среди народных религий маори, в переписи 2006 года о принадлежности к ней заявили 10 % маори (50,6 тысяч человек), в 2013 — 6,7 % маори или более 38 000 человек.
В Ратана-па ежегодно празднуют день рождения Тахупотики Ратаны, данное мероприятие имеет также важное политическое значение, его посещают политики как из лейбористской, так и из других партий.

## Комментарии
1. ↑  Рупором (маори māngai) Тахупотики Ратана называл себя в состоянии, когда он был вдохновлён Святым Духом.